# Anegada
L'illa de l'Anegada pertany a les illes Verges Britàniques, sent una de les majors illes d'aquest territori amb 38 km². És una petita illa caribenya destacada per albergar una interessant fauna tant terrestre (Cyclura pinguis) com marina. De fet està envoltada pel Horseshoe Reef, un dels principals esculls coral·lins del Carib i del món.
La població (uns 200 habitants) es dedica principalment al turisme, enfocat cap a la pesca esportiva.